# All Day (Kanye West)
All Day è un singolo del rapper statunitense Kanye West, pubblicato nel 2015 e realizzato in collaborazione con Theophilus London, Allan Kingdom e Paul McCartney.
Alla scrittura del brano hanno collaborato tra gli altri Malik Yusef, Mario Winans, Kendrick Lamar, Kanye West e Paul McCartney.

## Tracce
1. All Day – 5:11